# Recreativo Huelva
Real Club Recreativo de Huelva ist ein spanischer Fußballverein aus der andalusischen Stadt Huelva. Der Verein wurde am 23. Dezember 1889 gegründet und ist somit der älteste Fußballklub Spaniens.

## Geschichte
Recreativo de Huelva wurde am 23. Dezember 1889 von Alexander McKay und britischen Minenarbeitern der Rio Tinto Group gegründet. Gimnàstic de Tarragona wurde zwar schon 1886 gegründet, konnte aber erst 1914 ein offizielles Fußballteam aufweisen. Am 8. März 1890 fand das erste offizielle Fußballmatch in Sevilla im Tablada Hippodrome statt. Auf Einladung des neu gegründeten FC Sevilla, einer sich aus britischen und spanischen Arbeitern zusammensetzenden Mannschaft, bildete Recreativo de Huelva erstmals eine eigene Fußballmannschaft und verlor das erste spanische Fußballspiel nach den Regeln des Association Football mit 0:2. Bis auf zwei spanische Spieler auf Seiten von Huelva waren alle Spieler britischer Herkunft. 
Bis 1903 trug der Klub den englischsprachigen Vereinsnamen „Huelva Recreation Club“, der anschließend hispaniziert wurde. In den folgenden Jahren war der Klub in Andalusien auf regionaler Ebene erfolgreich und gewann mehrere im Pokalmodus ausgetragene Meisterschaften. 1939 stieg der Klub erstmals in die Segunda División auf, verblieb hier aber nur eine Spielzeit. Nach dem erneuten Aufstieg 1957 schwankte der Klub zwischen zweiter und dritter Ligastufe, erst ab 1961 hielt sich die Mannschaft über sieben Jahre in der Spielklasse. 1974 kehrte die Mannschaft in die Segunda Division zurück, vier Jahre später schaffte der Klub erstmals den Sprung in die Primera División. Nach dem direkten Wiederabstieg platzierte sich der Verein in den folgenden Jahren im hinteren Tabellenbereich der zweiten Liga, in den 1990ern spielte er teilweise nur noch in der drittklassigen Segunda División B. 2002 erfolgte der zweite Aufstieg in die höchste Spielklasse, das Ende der Spielzeit war von zweispältigem Erfolg geprägt: einerseits verpasste die Mannschaft erneut den Klassenerhalt, andererseits zog sie ins Endspiel um die Copa del Rey ein. Gegen RCD Mallorca verpasste die von Trainer Lucas Alcaraz betreute Mannschaft mit einer 0:3-Niederlage den ersten überregionalen Titelgewinn. Nach dem dritten Erstligaaufstieg 2006 unter Trainer Marcelino García hielt sich der Klub drei Spielzeiten in der Primera Division, stieg aber 2015 erneut in die Drittklassigkeit ab.

## Trofeo Colombino
Der Verein trägt ein eigenes Sommerturnier aus, das jährlich seit 1965 stattfindet. Rekordhalter ist der Gastgeber Recreativo selbst mit zehn erreichten Titeln. Siehe Sieger und Finalteilnehmer. 

## Erfolge
- Andalusischer Meister: 1903–1914
- Primera División (Teilnahme): 1978/79, 2002/03, 2006–2009
- Finalist Copa del Rey: 2003

## Namenshistorie
| Zeitraum  | Vereinsname                            |
| --------- | -------------------------------------- |
| 1889–1903 | Huelva Recreation Club                 |
| 1903–1909 | Club Recreación de Huelva              |
| 1909–1931 | Real Club Recreativo de Huelva         |
| 1931–1932 | Club Recreativo de Huelva              |
| 1932–1941 | Onuba Foot-ball Club                   |
| 1941–1945 | Club Recreativo Onuba                  |
| 1945–1999 | Real Club Recreativo de Huelva         |
| 1999–0000 | Real Club Recreativo de Huelva, S.A.D. |

## Ehemalige Spieler
- Manuel Almunia
- Luis Aragonés
- Curro Torres
- Santi Cazorla
- Laurențiu Roșu
- Ikechukwu Uche
- Xisco
- Mariano Andrés Pernía
- Juanito
- Florent Sinama-Pongolle

## Trainer
- Ferenc Plattkó (1931–1932)
- Joaquín Caparrós (1996–1999)